# 나윤 (1998년)
나윤(본명: 김나윤 , 본명 한자: 金娜允, 1998년 7월 31일 ~ )은 대한민국의 배우이다. 과거 대한민국의 걸 그룹 모모랜드의 일원이였으며, 서브보컬과 서브래퍼를 맡았다.

## 학력
- 서울상암초등학교 (졸업)
- 상암중학교 (졸업)
- 서울공연예술고등학교 방송연예과 (졸업)
- 명지대학교 영화뮤지컬학부 (학사)

## 출연작

### TV 프로그램
- 2016년 엠넷 《SURVIVAL MOMOLAND를 찾아서》
- 2018년 MBC 뮤직 《모모랜드의 사이판랜드》

### 드라마
| 연도 | 방송       | 제목                        | 역할   | 비고 |
| ---- | ---------- | --------------------------- | ------ | ---- |
| 2019 | 72초TV     | 어쨌든 기념일               | 차새이 |      |
| 2020 | 웹드라마   | 더폴리스                    | 서아진 |      |
| 2021 | 작가공작소 | 1시 11분 너에게로 가는 시간 | 이지윤 |      |